# Bakerella microcuspis
Bakerella microcuspis är en tvåhjärtbladig växtart som beskrevs av Van Tiegh.. Bakerella microcuspis ingår i släktet Bakerella och familjen Loranthaceae. Inga underarter finns listade i Catalogue of Life.